# Bolognino Zaltieri

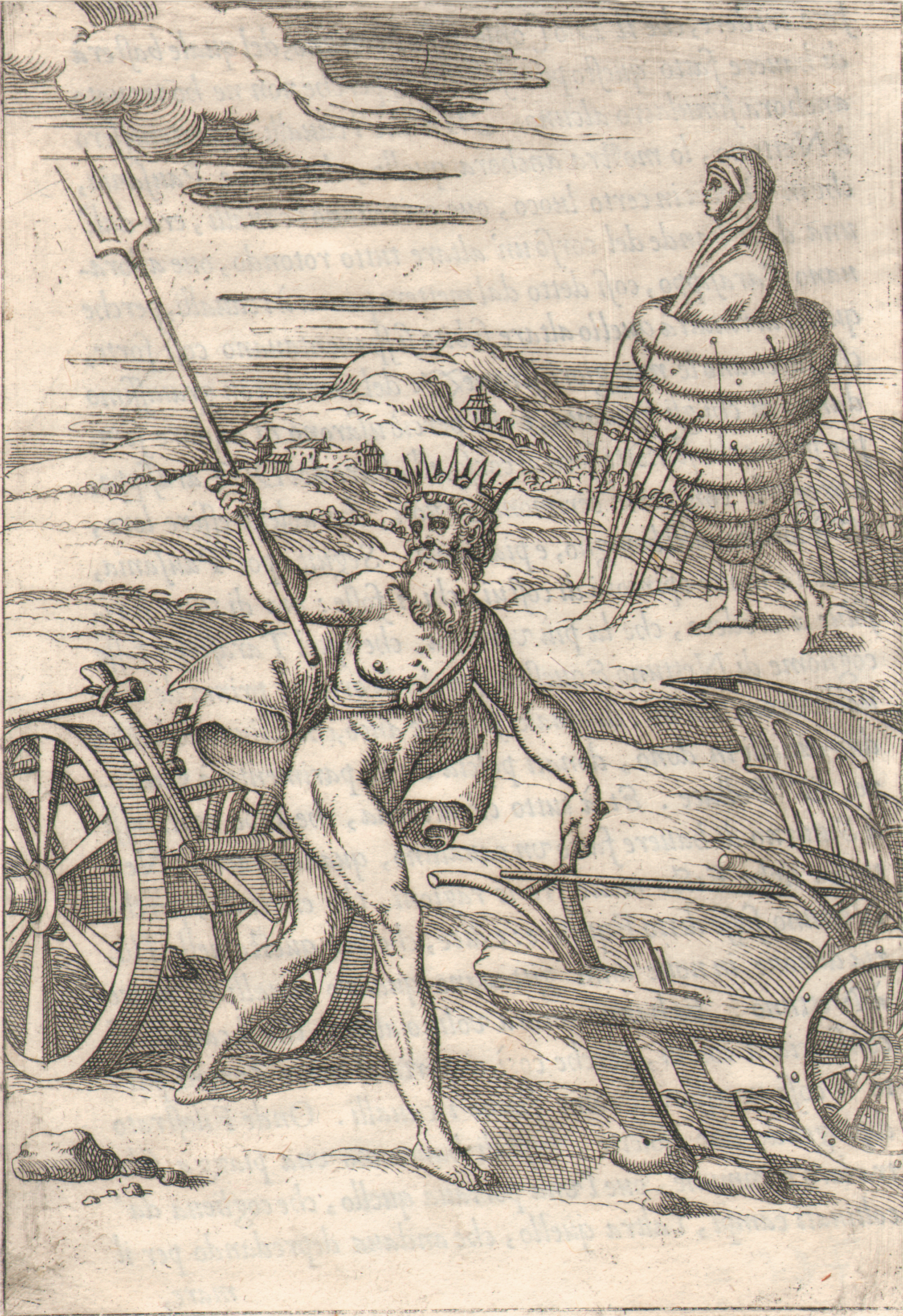
Nettuno e Afrodite di Bolognino Zaltieri, 1571

Bolognino Zaltieri (Veneto, fl. 1555-1576 – circa 1590) è stato un editore e incisore italiano.

## Biografia
Bolognino Zaltieri, a volte citato Bologninus Zalterious, è stato un noto stampatore e incisore del Cinquecento, attivo principalmente nella città di Venezia.
Zaltieri è conosciuto soprattutto per le incisioni che realizzava per libri, opere d'arte e carte geografiche. Le sue incisioni erano caratterizzate da grande precisione e maestria, e spesso erano utilizzate per illustrare testi scientifici e geografici.